# Lars Klöhn
Lars Klöhn (* 1976 in Hannover) ist ein deutscher Rechtswissenschaftler. Er ist seit 2016 Inhaber des Lehrstuhls für Bürgerliches Recht und Wirtschaftsrecht an der Humboldt-Universität zu Berlin.

## Leben
Lars Klöhn wurde als Sohn der Englisch-Dozentin Heike Klöhn, geborene Ohrt, und des Professors für Technische Mechanik und Rechneranwendung Carsten Klöhn geboren. Sein Bruder ist der Rechtsanwalt Nils Klöhn. Er studierte Rechtswissenschaften in Göttingen und Harvard. Sein erstes Staatsexamen legte er in Göttingen ab, das zweite in Hamburg. In Harvard erwarb er einen LL.M. Er wurde von der Juristischen Fakultät der Georg-August-Universität Göttingen promoviert und habilitierte sich auch dort, jeweils bei Gerald Spindler. Er erhielt die Venia Legendi für Bürgerliches Recht, Handels- und Wirtschaftsrecht, Internationales Privatrecht und Rechtsvergleichung sowie Rechtsökonomik. Von 2008 bis 2012 war er Professor an der Philipps-Universität Marburg und von 2012 bis 2016 an der Ludwig-Maximilians-Universität München. Im Jahr 2016 wechselte er an der Humboldt-Universität zu Berlin als Inhaber des Lehrstuhls für Bürgerliches Recht und Wirtschaftsrecht.
Seine Forschungsgebiete sind Bürgerliches Recht, Gesellschafts-, Kapitalmarkt- und Bankrecht mit rechtsvergleichender und interdisziplinärer Perspektive, Law & Economics, richterliche Entscheidungsfindung.

## Schriften (Auswahl)
- Kapitalmarkt, Spekulation und Behavioral Finance: eine interdisziplinäre und vergleichende Analyse zum Fluch und Segen der Spekulation und ihrer Regulierung durch Recht und Markt. Duncker und Humblot, Berlin 2006, ISBN 3-428-12030-2 (Dissertation).
- Das System der aktien- und umwandlungsrechtlichen Abfindungsansprüche. Mohr Siebeck, Tübingen 2009, ISBN 978-3-16-150033-6 (Habilitationsschrift).
- Mitherausgeber der Zeitschrift für Bankrecht und Bankwirtschaft.